# Európai Utasinformációs és Engedélyezési Rendszer
Az Európai Utasinformációs és Engedélyezési Rendszer (ETIAS) az Európai Unió által bevezetett, a schengeni térségbe, valamint Bulgáriába, Ciprusra és Romániába történő belépéshez szükséges feltétel vízummentesen utazó személyek számára.
Az ETIAS hasonló más elektronikus utazásengedélyezési rendszerekhez, mint például az Egyesült Államokban alkalmazott ESTA-hoz, valamint az Ausztrália, Kanada és Új-Zéland által bevezetett, illetve az Egyesült Királyság által bevezetni tervezett rendszerekhez.
Az ETIAS-t várhatóan 2025-ben kezdik alkalmazni.
A rendszer elindítását követően hat hónapos átmeneti, illetve türelmi időszak lép életbe.

## Előzmények
Az elektronikus utazásengedélyezési rendszer ötletét először az Európai Bizottság vetette fel 2016-ban.  
Az ETIAS-t hivatalosan az Európai Parlament és a Tanács 2018. szeptember 12-i (EU) 2018/1240 rendelete hozta létre

## Földrajzi hatály

### ETIAS utazási engedélyt előíró európai országok
30 európai ország fog ETIAS utazási engedélyt előírni a vízummentesen utazó személyek esetében. Ezek az országok a következők:
- Ausztria
- Belgium
- Bulgária
- Bulgária
- Ciprus
- Csehország
- Dánia
- Észtország
- Finnország
- Franciaország
- Görögország
- Hollandia
- Horvátország
- Izland
- Lengyelország
- Lettország
- Liechtenstein
- Litvánia
- Luxemburg
- Magyarország
- Málta
- Németország
- Norvégia
- Olaszország
- Portugália
- Románia
- Spanyolország
- Svájc
- Svédország
- Szlovénia

### Utazási engedélyt kiváltani köteles állampolgárok
Vízummentességet élvező nem uniós országok állampolgárainak ETIAS utazási engedélyt kell kérelmezniük. Ezek az országok a következők:
- Albánia
- Antigua és Barbuda
- Argentína
- Ausztrália
- Bahama-szigetek
- Barbados
- Bosznia-Hercegovina
- Brazília
- Brunei
- Kanada
- Chile
- Kolumbia
- Costa Rica
- Sablon:Dominika
- Salvador
- Grúzia
- Grenada
- Guatemala
- Honduras
- Hongkong
- Izrael
- Japán
- Kiribati
- Makaó
- Malajzia
- Marshall-szigetek
- Mauritius
- Mexikó
- Mikronézia
- Moldova
- Montenegró
- Új-Zéland
- Nicaragua
- Észak-Macedónia
- Palau
- Panama
- Paraguay
- Peru
- Saint Kitts és Nevis
- Saint Lucia
- Saint Vincent és a Grenadine-szigetek
- Szamoa
- Szerbia
- Seychelle-szigetek
- Szingapúr
- Salamon-szigetek
- Dél-Korea
- Tajvan
- Kelet-Timor
- Tonga
- Trinidad és Tobago
- Tuvalu
- Ukrajna
- Egyesült Arab Emírségek
- Egyesült Királyság
- Amerikai Egyesült Államok
- Uruguay
- Venezuela

## Az ETIAS utazási engedély kérelmezése
A vízummentesen utazó személyeknek egy online igénylőlapot kell kitölteniük az ETIAS hivatalos honlapján (https://travel-europe.europa.eu/etias_en) vagy a hivatalos mobilalkalmazáson keresztül.
Az ETIAS utazási engedély kérelmezésének díja 7 EUR. A 18 év alatti vagy 70 év feletti kérelmezők mentesülnek a díjfizetés alól. Az uniós polgárok és az Európai Unió területén szabad mozgáshoz való joggal rendelkező nem uniós állampolgárok családtagjai szintén mentesülnek a kérelmezési díj megfizetése alól.
Az ETIAS kérelmek többsége várhatóan perceken belül feldolgozásra kerül. Egyes esetekben – ha a kérelmezőt a kérelmének alátámasztására további információk vagy dokumentumok benyújtására szólítják fel – a folyamat akár 14 napot, illetve – ha a kérelmező meghallgatásra kap meghívást – akár 30 napot is igénybe vehet.
Az ETIAS utazási engedélyt összekapcsolják az utas útlevelével. Az utazási engedély három évig vagy a kérelem során regisztrált úti okmány érvényességi idejének lejártáig (amelyik előbb következik be) érvényes. Új útlevél kiállítása esetén az utazónak új ETIAS utazási engedélyt kell kérelmeznie.
Érvényes ETIAS utazási engedéllyel a vízummentesen utazó személyek rövid távú tartózkodás céljából (amely bármely 180 napos időszakban 90 napot meg nem haladó időtartamú lehet) tetszőleges gyakorisággal léphetnek be a felsorolt 30 európai ország területére. Az utazási engedély azonban nem biztosít automatikusan beutazási jogot. A határra érkezéskor a határőrök elkérik az utazók útlevelét és egyéb okmányait, és ellenőrzik, hogy megfelelnek-e a Schengeni határellenőrzési kódexben meghatározott beutazási feltételeknek.
Az ETIAS utazási engedély elutasítása, visszavonása vagy megsemmisítése esetén a kérelmezőknek joguk van fellebbezni. A fellebbezéseket az ETIAS utazási engedélyt előíró európai országok illetékes hatóságai bírálják el.
Az EU felhívja az utazók figyelmét nem hivatalos ETIAS honlapok létezésére, amelyek közül egyeseket valódi vállalkozások üzemeltetnek, mások azonban tisztességtelen célúak lehetnek.

## Külső linkek
- Az Európai Utasinformációs és Engedélyezési Rendszer (ETIAS) hivatalos honlapja